# وودباین (کانزاس)
وودباین (به انگلیسی: Woodbine) شهری در ایالت کانزاس کشور ایالات متحده آمریکا است که جمعیت آن در سرشماری سال ۲۰۱۰ میلادی، ۱۷۰ نفر بوده است.